# Хепуорт, Харри
Харри Хепуорт (англ. Harry Hepworth; род. 7 декабря 2003, Харрогит, Норт-Йоркшир) — британский гимнаст, бронзовый призёр летних Олимпийских игр 2024 года в опорном прыжке, серебряный призёр чемпионата Европы 2024 года в командном многоборье.

## Биография
Харри Хепуорт родился 6 декабря 2003 года в Харрогите. В возрасте пяти лет у Харри была диагностирована болезнь Легга-Кальве-Пертеса, которая на три года отстранила его от занятий спортом. Вскоре после этого он активно занялся гимнастикой. Посещал среднюю школу принца Генри в Отли.
В 2023 году дебютировал в составе команды Великобритании на чемпионате Европы, где занял 4-е место в вольных упражнениях и 7-е в опорном прыжке. На чемпионате мира того же года выступил в командном многоборье, а Великобритания заняла итоговое 4-е место.
На чемпионате Европы 2024 года в Римини Хепуорт помог сборной Великобритании занять второе место вслед за сборной Украины и завоевал серебряную медаль.
В июне 2024 года Харри был выбран представлять Великобританию на летних Олимпийских играх 2024 года. Хепуорт завоевал бронзовую олимпийскую медаль в опорном прыжке на Играх в Париже, став первым британцем, завоевавшим олимпийскую медаль в этой дисциплине.